# Zagryphus vegai
Zagryphus vegai là một loài tò vò trong họ Ichneumonidae.